# Yêu mình anh

Nhạc sĩ dada nhận được giải thưởng VTV cho ca khúc yêu mình anh

"Yêu mình anh" là một bài hát của nữ ca sĩ Thu Minh, được thu âm để sử dụng làm nhạc trong bộ phim kinh dị của Việt Nam, Mùa hè lạnh (2012). Bài hát được sáng tác bởi DADA (tên thật là Nguyễn Minh Đạt), bản phối lại trong our song để song ca cùng Lâm Bảo Ngọc do nhà sản xuất Khắc Hưng. "Yêu mình anh" đã đạt được vị trí quán quân trên bảng xếp hạng Bài hát yêu thích.

## Bối cảnh

Nhạc sĩ dada ra mắt ca khúc yêu mình anh tại liên hoan phim Haniff

Ngày 12 tháng 11 năm 2012, Thu Minh công bố bài hát mới có tên Yêu mình anh trên trang web cá nhân. Đây là bài hát chủ đề trong bộ phim Mùa Hè Lạnh sắp được công chiếu của đạo diễn Ngô Quang Hải. Bài hát là sáng tác đầu tay của nhà sản xuất có nghệ danh DADA – người có bề dày kinh nghiệm sản xuất nhạc phim tại Singapore và Mỹ.
Yêu mình anh được thu âm vỏn vẹn trong hai tiếng. Thu Minh tâm sự: "Lúc vào phòng thu tôi cũng run và áp lực tâm lý lắm vì đây là một bài hát thực sự khó với những nốt cao treo liên tục và giai điệu cuồn cuộn, đòi hỏi không những phải có kỹ thuật mà còn phải thể hiện được mạch cảm xúc dạt dào của bài hát. Nhưng đến khi thu nháp một lần, tôi vỡ bài luôn và hát liền một mạch nhập tâm như lên đồng".
Nhà sản xuất DADA cũng chia sẻ: "Bài hát được viết trong vòng một, hai ngày khi đạo diễn Ngô Quang Hải nằm trên giường bệnh vì bị sốt xuất huyết trong quá trình quay phim. Ban đầu, Yêu mình anh có giai điệu và cấu trúc khác rất nhiều so với bản cuối cùng vì tôi muốn một dòng Chill-out len lỏi trong phim. Nhưng khi Thu Minh đến thu âm, tôi quyết định thay đổi toàn bộ tinh thần bài hát vì quá bất ngờ với những nốt cao, cách luyến láy đầy kỹ thuật của Thu Minh". DADA phát triển thêm giai điệu mới cho phù hợp với giọng của Thu Minh. Đặc biệt, anh không muốn sửa nhiều phần giọng hát, giữ nguyên giọng của cô như thu trực tiếp. DADA có quan điểm giọng hát của ca sĩ cũng như một nhạc cụ chính của bài hát. Cách phối bài cũng đơn giản mộc mạc hỗ trợ cho giọng hát - điều đã khiến anh tìm đến Thu Minh.

## Danh sách bài hát
Tải kỹ thuật số
1. "Yêu mình anh" – 3:57
2. "Yêu mình anh" (Vocal Version) – 3:38
3. "Yêu mình anh" (DJ Ameking Remix) – 6:56
4. "Yêu mình anh" (OST Version - Instrumental) – 3:52

## Xếp hạng
| Bảng xếp hạng     | Vị trí cao nhất |
| ----------------- | --------------- |
| Bài Hát Yêu Thích | 1               |
| Zing Top Song     | 18              |